# Điểm cuối sông băng

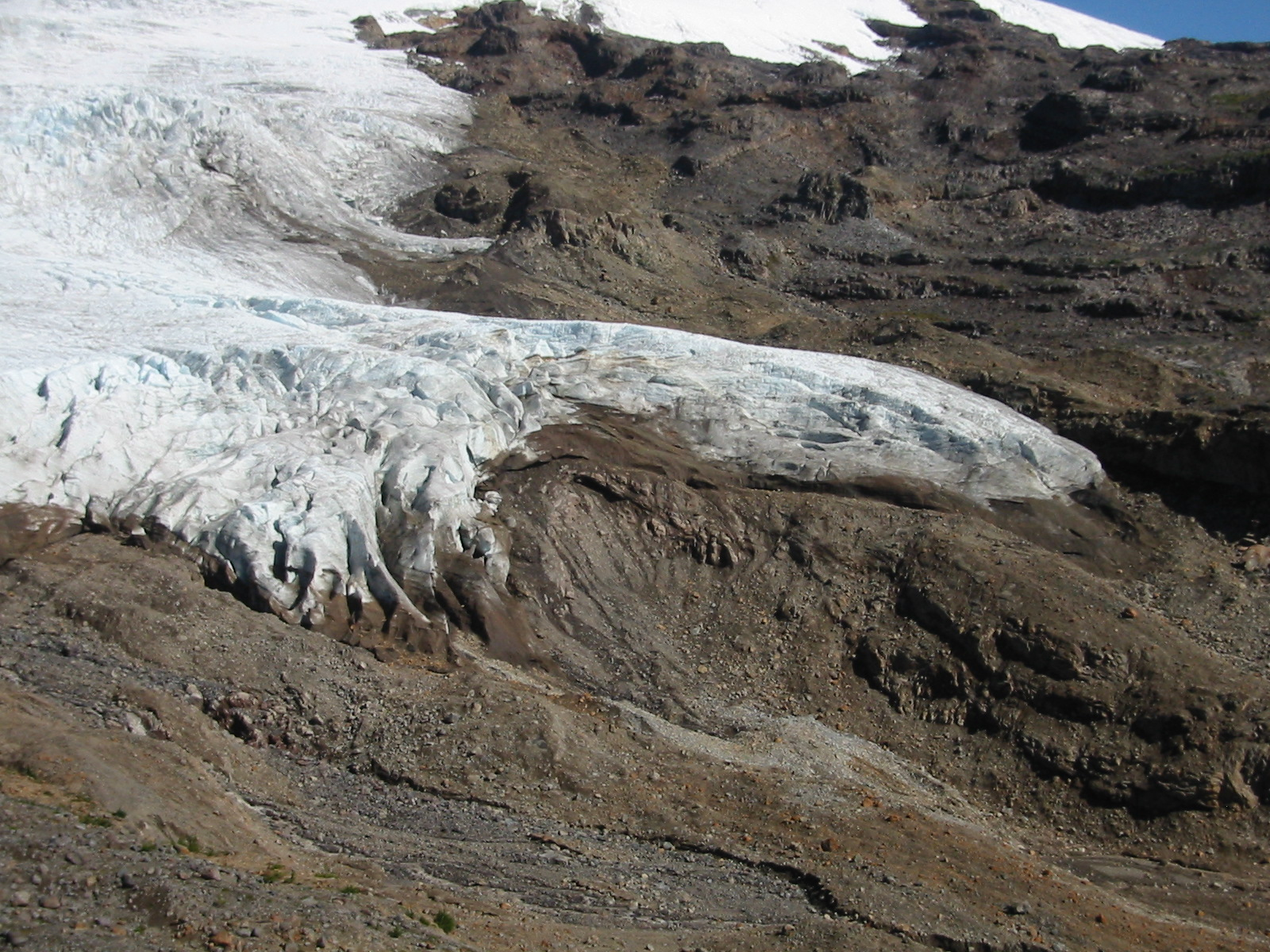
Một điểm cuối sông băng.

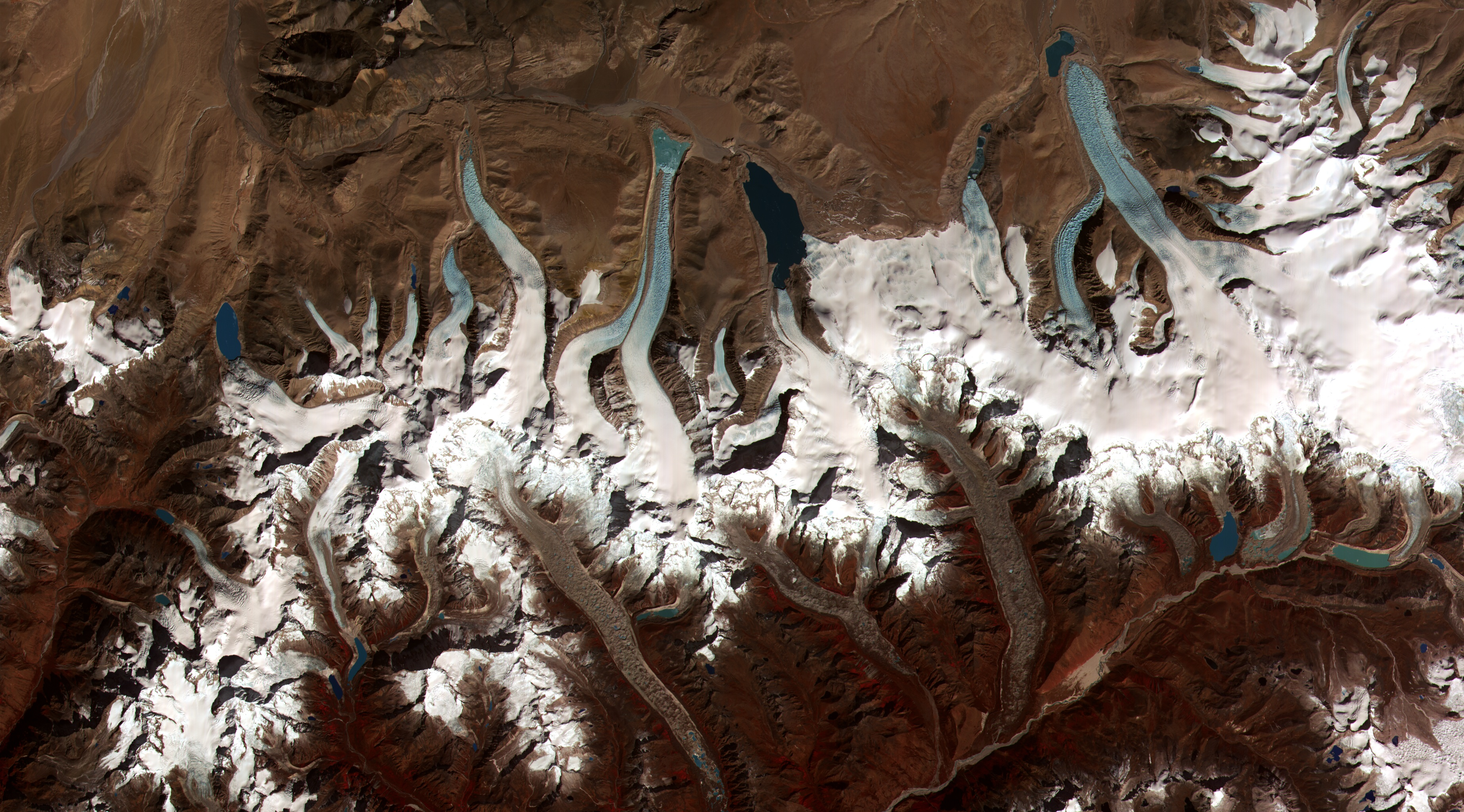
Hình ảnh vệ tinh về các điểm cuối sông băng đang thay đổi ở Himalaya thuộc Bhutan.

Điểm cuối sông băng hay điểm tận cùng sông băng là điểm kết thúc của sông băng tại bất kỳ thời điểm nào. Mặc dù các sông băng dường như bất động đối với người quan sát, nhưng trên thực tế các sông băng đang chuyển động vô tận và điểm cuối sông băng luôn luôn tiến hoặc thoái. Vị trí của điểm cuối thường liên quan trực tiếp với cân bằng khối lượng sông băng, dựa trên lượng tuyết rơi trong vùng tích tụ của sông băng so với lượng tan chảy trong vùng tải mòn. Vị trí của một điểm cuối sông băng cũng chịu ảnh hưởng của thay đổi nhiệt độ cục bộ hoặc khu vực theo thời gian.

## Theo dõi
Theo dõi sự thay đổi vị trí của điểm cuối sông băng là một phương pháp theo dõi chuyển động của sông băng. Sự kết thúc của điểm cuối sông băng được đo từ một vị trí cố định trong lớp đá móng lân cận định kỳ theo thời gian. Sự khác biệt về vị trí của một điểm cuối sông băng được đo từ vị trí cố định này trong các khoảng thời gian khác nhau cung cấp một hồ sơ về sự thay đổi của sông băng. Một cách tương tự để theo dõi sự thay đổi của sông băng là so sánh các bức ảnh về vị trí của sông băng tại các thời điểm khác nhau.
Hình dáng của một điểm cuối sông băng được xác định bởi nhiều yếu tố. Nếu sông băng đang thoái lui, nó thường có hình dáng với độ dốc nhẹ vì sông băng tan chảy có xu hướng đạt được hình dạng này. Nhưng có nhiều điều kiện làm thay đổi hình dạng điển hình này, bao gồm sự hiện diện của các dải nhiệt và các ứng suất khác nhau gây ra sự phản hồi nứt và tan chảy, dẫn đến vỡ sông băng và các hình dáng đa dạng khác.
Bức ảnh trên cho thấy các hồ sông băng được hình thành từ các điểm cuối sông băng đang thoái lui trên bề mặt của các sông băng phủ đầy mảnh vụn trong vài thập kỷ gần đây ở khu vực Himalaya thuộc Bhutan.

## Thư viện ảnh

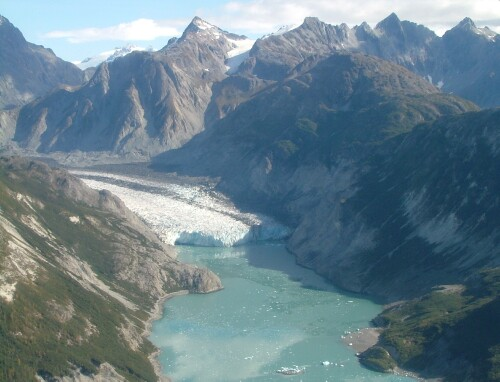
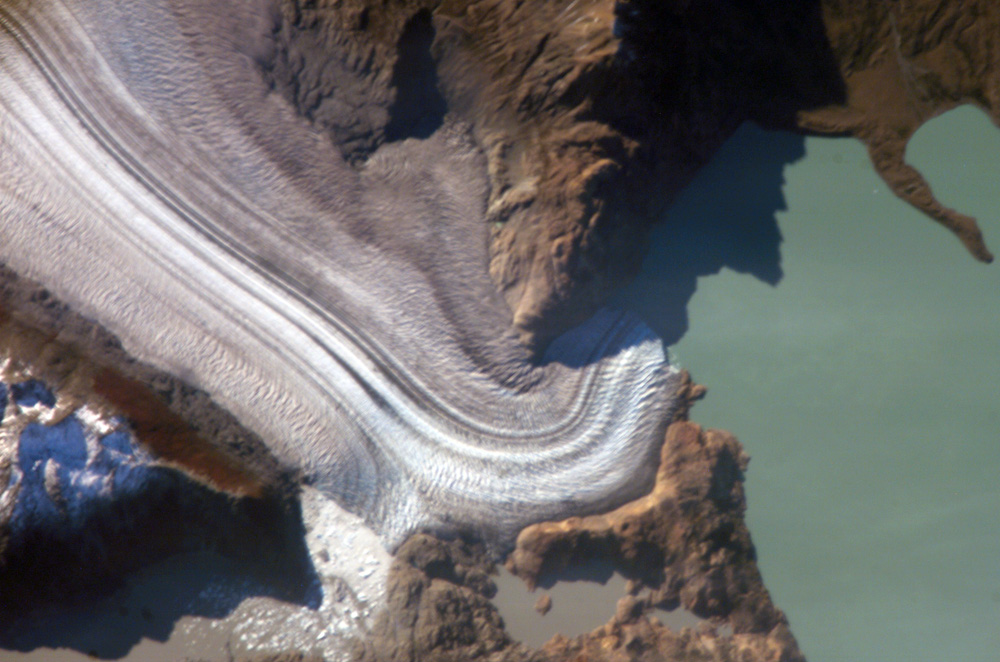
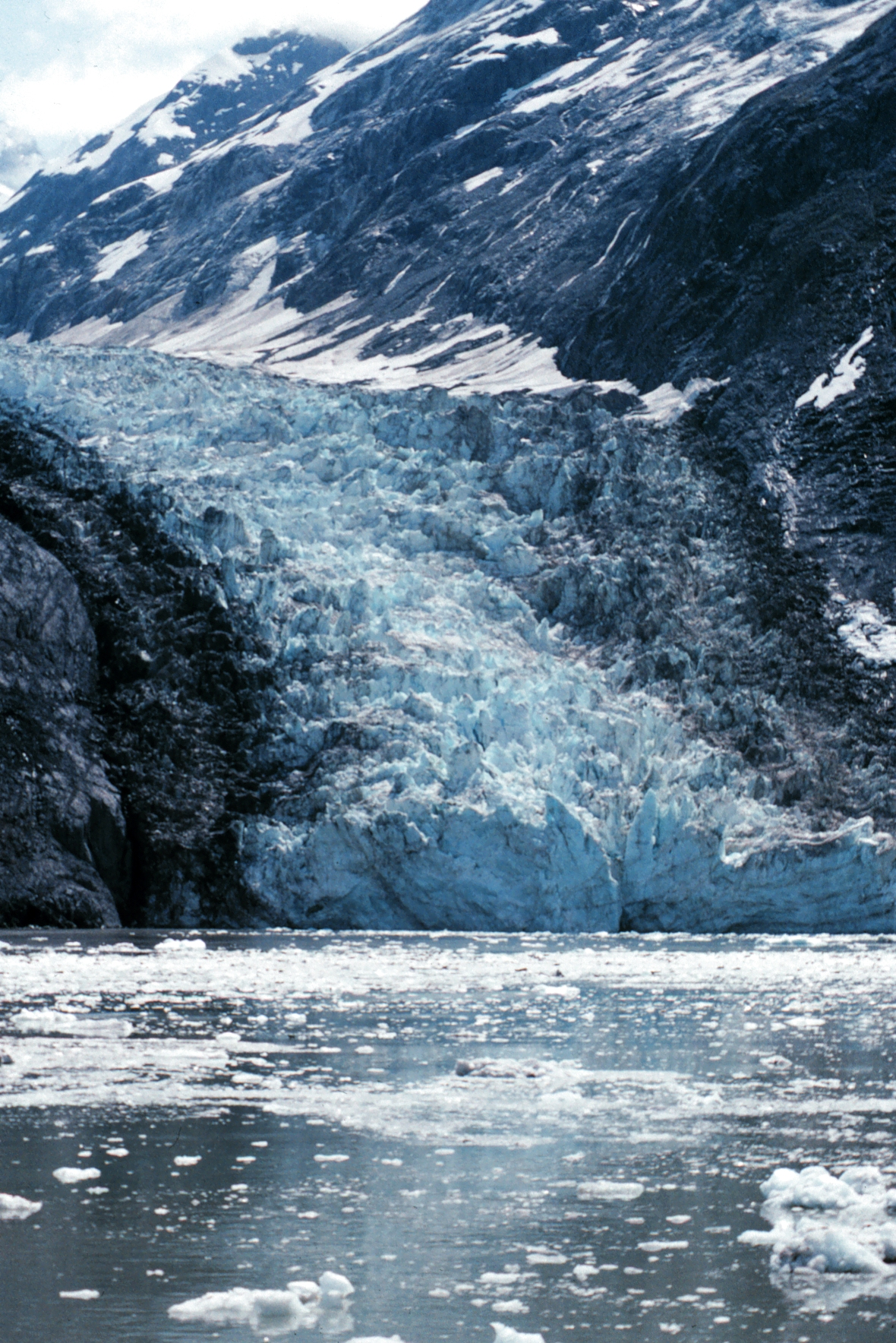
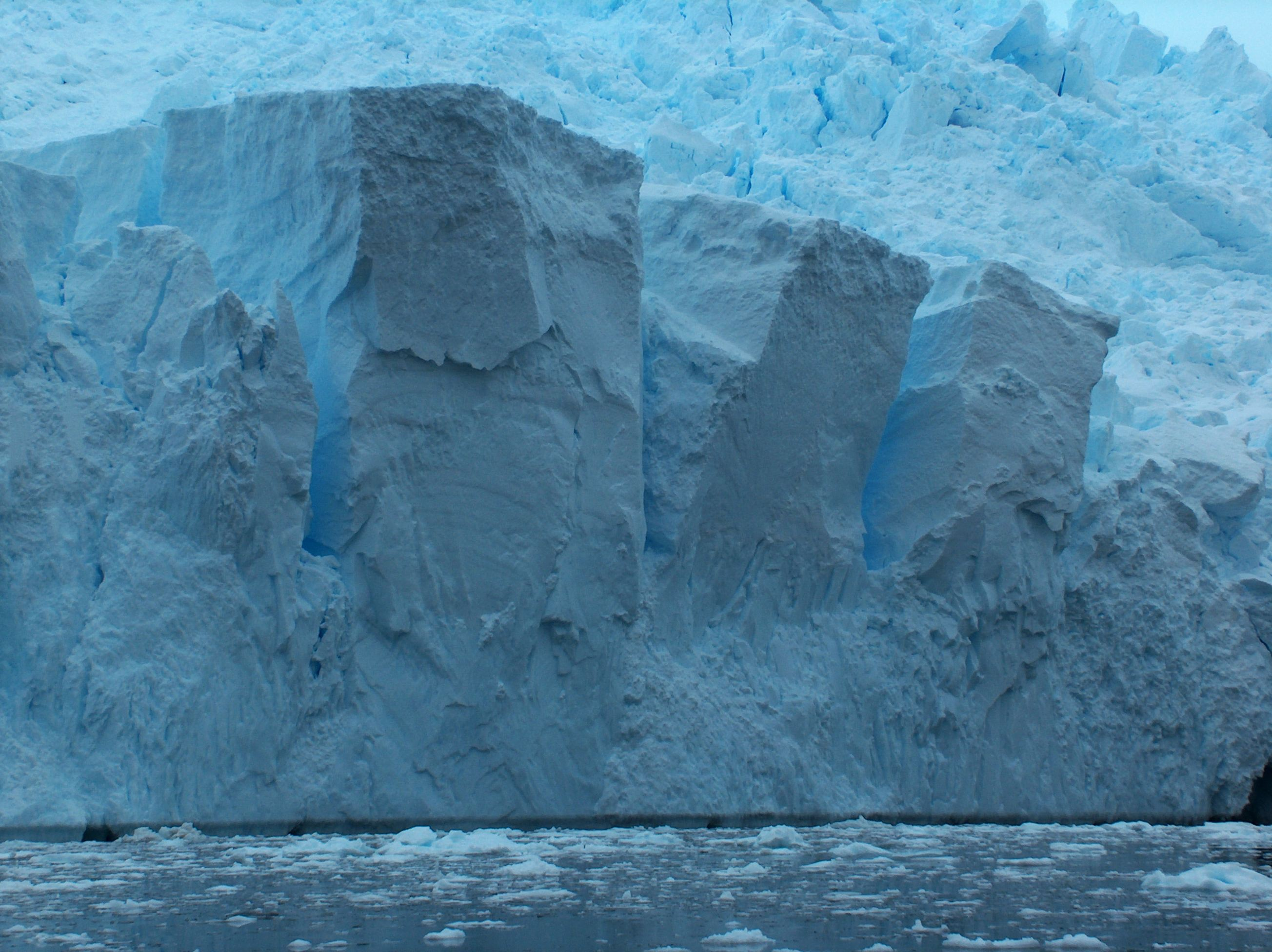
Điểm cuối sông băng ở bán đảo Nam Cực